# Mistrovství Evropy ve fotbale hráčů do 21 let 1988
Mistrovství Evropy ve fotbale hráčů do 21 let 1988 bylo šestým ročníkem tohoto turnaje. Vítězem se stala francouzská fotbalová reprezentace do 21 let.

## Kvalifikace
Hlavní článek: Kvalifikace na Mistrovství Evropy ve fotbale hráčů do 21 let 1988
Celkem 30 týmů bylo rozlosováno do osmi skupin po třech, resp. čtyřech týmech. Ve skupinách se utkal každý s každým doma a venku. Vítězové skupin následně postoupili do vyřazovací fáze hrané systémem doma a venku.

## Vyřazovací fáze

### Čtvrtfinále
| Domácí v 1. zápase | Celkem  | Hosté v 1. zápase | 1. zápas | 2. zápas |
| ------------------ | ------- | ----------------- | -------- | -------- |
| Skotsko            | 0:2     | Anglie            | 0:1      | 0:1      |
| Řecko              | (v) 3:3 | Československo    | 1:1      | 2:2      |
| Francie            | 4:3     | Itálie            | 2:1      | 2:2      |
| Nizozemsko         | 3:1     | Španělsko         | 2:1      | 1:0      |

### Semifinále
| Domácí v 1. zápase | Celkem | Hosté v 1. zápase | 1. zápas | 2. zápas |
| ------------------ | ------ | ----------------- | -------- | -------- |
| Řecko              | 5:2    | Nizozemsko        | 5:0      | 0:2      |
| Francie            | 6:4    | Anglie            | 4:2      | 2:2      |

### Finále
| Domácí v 1. zápase | Celkem | Hosté v 1. zápase | 1. zápas | 2. zápas |
| ------------------ | ------ | ----------------- | -------- | -------- |
| Řecko              | 0:3    | Francie           | 0:0      | 0:3      |